# Prima Cronaca di Novgorod

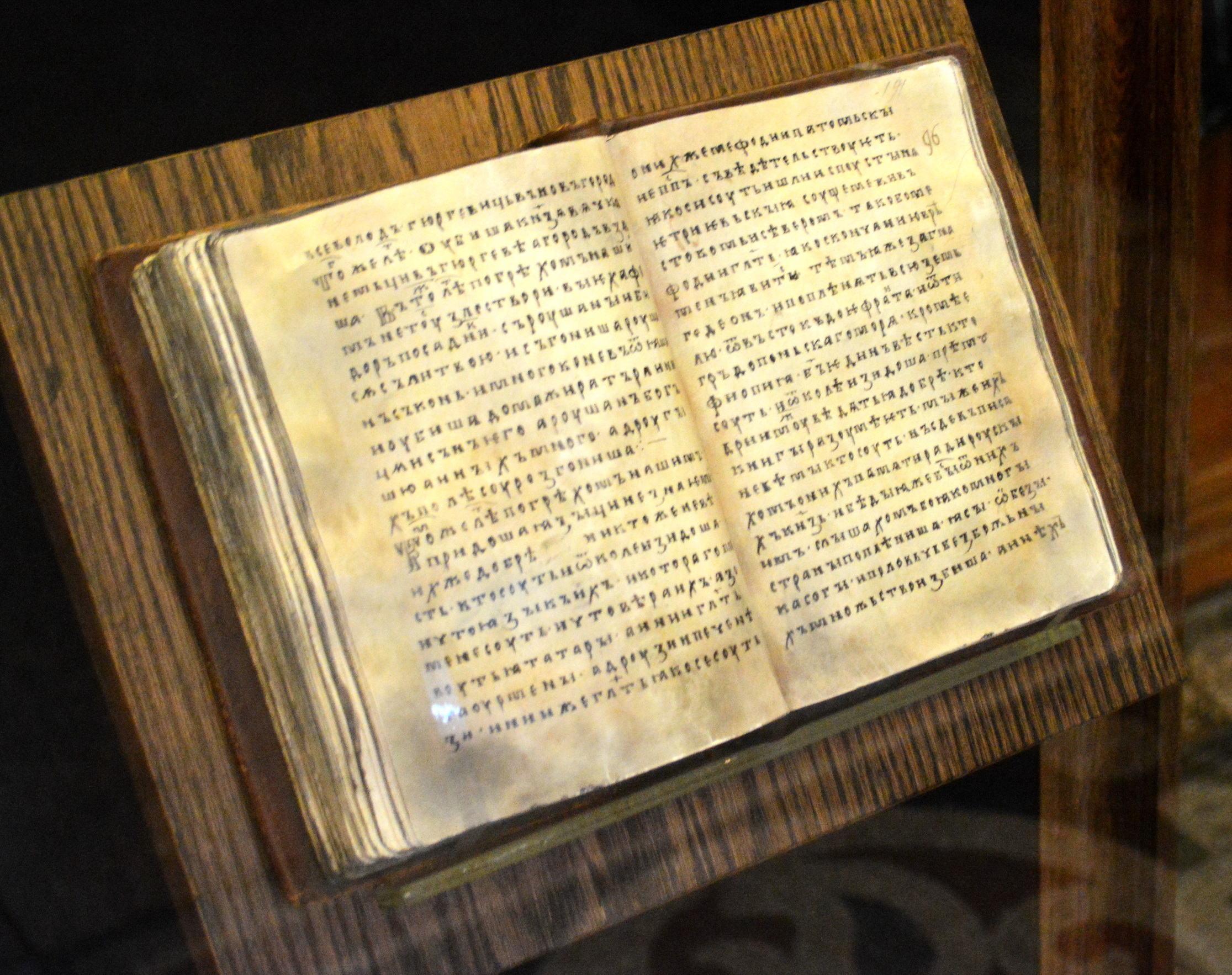

La Prima Cronaca di Novgorod (russo: Новгородская первая летопись), è la cronaca più antica esistente della Repubblica di Novgorod.
È contemporanea della Cronaca degli anni passati del monaco Nestore, e per questo motivo occupa un'importanza analoga nella filologia e nella storiografia russa per la comprensione delle origini della Russia.
Venne redatta da tre cronachisti tra il XIII ed il XIV secolo e narra la storia di Velikij Novgorod e dei popoli slavi dalle origini fino al 1333.
La copia più antica esistente è quella denominata "del Sinodo", copiata nella seconda metà del XIII secolo, stampata per la prima volta nel 1841 e conservata al Museo statale di storia di Mosca. Si tratta del manoscritto più antico di una cronaca slava dell'est, precedente la copia della Cronaca degli anni passati del "manoscritto laurenziano" di quasi un secolo. Nel XIV secolo la cronaca fu continuata dai monaci del Monastero di San Giorgio (Jur'ev) di Novgorod.
Altri manoscritti importanti della Cronaca di Novgorod sono quelli conosciuti con i nomi di "Accademico" (1444), "manoscritto della Commissione" (metà del XV secolo), "della Trinità" (1563) e "di Tolstoj" ("1720").